# Verdes (Aldige)
Verdes es un lugar de la parroquia de Aldige, en el ayuntamiento de Abadín, Comarca de Tierra Llana, provincia de Lugo, Galicia, España.